# Gymnosiphon breviflorus
Gymnosiphon breviflorus är en enhjärtbladig växtart som beskrevs av Henry Allan Gleason. Gymnosiphon breviflorus ingår i släktet Gymnosiphon och familjen Burmanniaceae. Inga underarter finns listade i Catalogue of Life.